# ناحیه پولونارووا
ناحیه پولونارووا (به لاتین: Polonnaruwa District) یک ناحیه در سری‌لانکا است که در استان شمال مرکزی، سری‌لانکا واقع شده‌است.

## خصوصیات
ناحیه پولونارووا ۳٬۴۰۳ کیلومترمربع مساحت دارد.